# Barry Hugman
Barry J. Hugman (* 1941) ist ein britischer Sportautor, der im Bereich des englischen Fußballs sowie des Boxens und deren statistischer Aufarbeitung tätig ist.

## Leben
Hugman absolvierte zunächst eine wirtschaftliche Ausbildung und ging mehrere Jahre einem bürgerlichen Beruf nach, ehe er sich dem statistischen Auswerten des englischen Fußballs widmete. Zunächst stand die Erfassung aller Spieler, die im englischen League-Fußball seit Wiederaufnahme des Spielbetriebs im Anschluss an den Zweiten Weltkrieg aufgelaufen waren, im Vordergrund. Später weitete er seine Arbeit auf weitere Bereiche im englischen Fußball aus und erfasste zudem Boxstatistiken. Insbesondere publiziert er seit den 1980er Jahren jährlich für beide Sportarten Jahrbücher mit den Statistiken des jeweils vergangenen Jahres. Er ist Herausgeber des jährlich erscheinenden The PFA Footballers' Who's Who, das früher unter dem Namen The Official PFA Footballers' Factfile erschien, sowie des The British Boxing Board of Control Boxing Yearbook.

## Werke (Auswahl)
- (mit Peter Arnold) The Olympic Games: Complete Track and Field Results 1896-1988, Facts on File, 1989
- (mit Ivan Ponting) Trotters – the Concise Post War History of Bolton Wanderers, Repvern Publishing, 1992
- The PFA Premier & Football League players’ Records 1946-2005, Queen Anne Press, 2005